# Simdyna

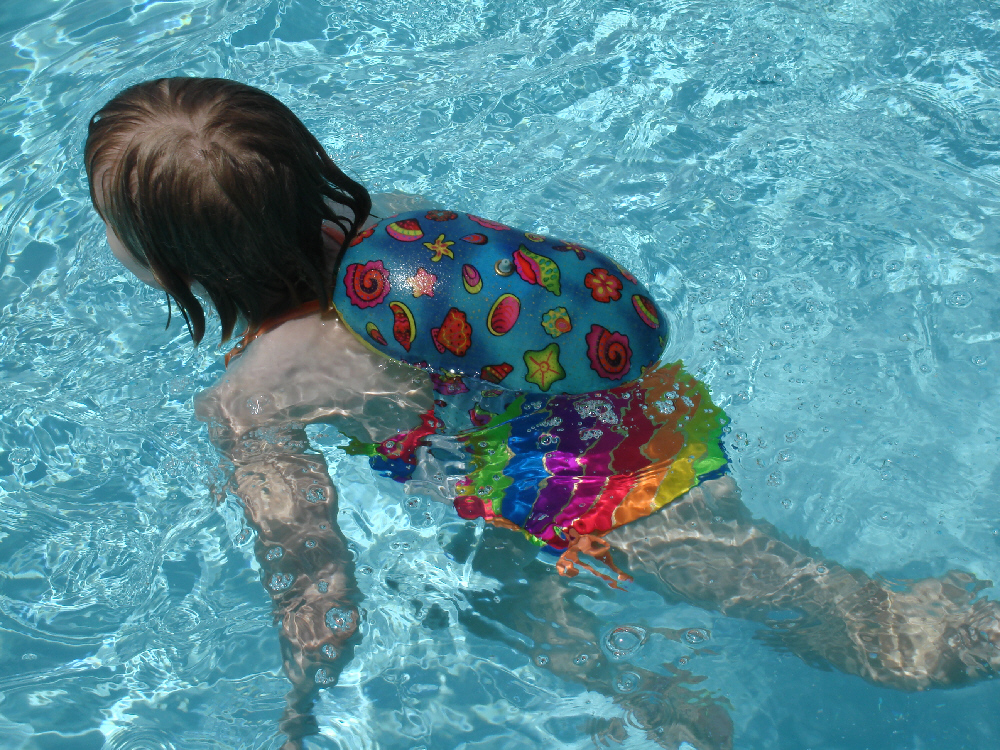
En uppblåsbar simdyna.

En simdyna (ofta simdynor då de är tvådelade) är ett redskap som främst används av barn som håller på att lära sig simma, särskilt i simskolor. Simdynan kan bestå av exempelvis frigolit eller ihålig hårdplast. Den är lättare än vattnet och fästs på barnets rygg för att hjälpa till att hålla kroppen flytande. Simdynan medverkar dock inte till att hålla barnets huvud ovanför vattenytan.

## Historik
Användning av simdynor är känd sedan antiken och från Tyskland beskriven år 1551. Svenskt belägg med bild finns av Olaus Magnus år 1555 utgivna Historia de gentibus septentrionalibus där han beskriver hur man framställde simredskap av vass och djurblåsor med syftet att särskilt för barn och ungdom öka nöjet av att bada och öva sig i att simma. Senare har simdynor nämnts i bland annat floror, men det var först i slutet av 1700-talet som konsten att simma lyftes upp till offentlig diskussion. År 1788 anordnade Kungliga Patriotiska sällskapet en uppsatstävling där deltagarna skulle ange vad de ansåg vara den bästa, lättaste av egen erfarenhet grundade metoden att lära sig simma. Dessförinnan hade det varit var och ens ensak att lära sig simma och det var främst pojkar som lärde sig det. Från inkomna uppsatser framgick att utöver sävarter (Schoenoplectus sp.) och vass (Phragmites australis) kunde urinblåsor från svin- och nötkreatur (”oxar”) användas liksom flytetyg av flaskor, trä och kork. Under mitten av 1900-talet användes innerslangar från cykelhjul, men det blev lätt obalans så den som använde en sådan riskerade att få huvudet under vattenytan.
I och med att olika plaster blev mer allmänna i samhället blev de dominerande också som simdynematerial, men i en film som tagits av Albert Eskeröd vid Nordiska museet 1946 från Norra Rörum i Skåne visas en pojke med sävdynor.